# حسین‌آباد (جغتای)
حسین‌آباد، روستایی است از توابع بخش هلالی و در شهرستان جغتای استان خراسان رضوی ایران.

## جمعیت
این روستا در دهستان پایین جوین قرار داشته و بر اساس سرشماری سال 1395 جمعیت آن 1400 نفر (371 خانوار)
بوده‌است.
موقعیت جغرافیایی روستا: 
روستای حسین آبادپایین جوین  در استان خراسان رضوی شهرستان جغتای بخش هلالی به طول جغرافیای 56 درجه 45 دقیقه  وعرض جغرافیای 36 درجه 46 دقیقه واقع شده است  .کوه حرده جوین با ارتفاع 1223 متر در 3/5 کيلومتري شمال ، کوه مراد با ارتفاع 1250 متر در 6/5 کيلومتري شمال غرب و کوه کمر سرخ با ارتفاع 1332 متر در 7 کيلومتري جنوب آبادی واقع است.موقعیت نسبی : این روستا از سمت شمال به کوه میاندشت محدود می شود و از سمت جنوب به امتداد کوه های سرحد منتهی می شود از سمت غرب به روستای خلیل اباد محدود می شود همچنین از طرف شرق به روستای فیض اباد وصل می باشد   
```
جمعیت :
```

طبق آخرین آمار سرشماری نفوس و مسکن که در سال 95 صورت گرفت روستای حسین آباد دارای 371 خانوار بوده است و جمعیت روستا حدود 1400 نفر بوده با توجه با آمار جمعیتی دهستان پایین جوین در این بخش 3530 خانوار برابر با 12617 نفر سکونت دارند
```
معرفی جوین
```

از رودخانه های این اطراف میتوان به رودخانه فصلی جوین (کهنه)که از 1/5 کیلومتری شرق روستا می گذرد اشاره کرد
```
از قدمت روستا به دلیل دو سیل بزرگ که باعث تخریب کلی روستا گشته اطلاع چندانی در دست نیست ولی قناتها ی موجود حکایت از بزرگی روستا در پانصد یا ششصد سال پیش دارد چهار قنات مشهور که هنوز هم آثار آن بجای مانده از ان جمله اند ا 1-قنات فتح آباد که سرچشمه آن از کوههای سر حد کهنه بوده تا نزدیکی روستا جهت جنوب به شمال داشته وسپس جهت شرق به غرب به خود میگیرد وزمینهای زراعی ان تا پایین دست امامزاده آزادور کشیده می شده ودر اسناد منابع طبیعی به همین نام به ثبت رسیده است ودر گذشته بعد از تخریب روستا به سبب سیل مالکین این قنات اقدام به ساخت قلعه ای در جنوب غرب روستا میکنند که متاسفانه در جند سال اخیر از بین رفته است  
```

ا2 قنات جودی که ان نیز از کوههای کهنه سرچشمه می گرفته .وبعد از طی مسیر در غرب روستا زمین هایی به همین نام یعنی جودی را سیراب می کرده
```
3 قنات مخروبه ای که اثار ان هنوز هم پابرجاست وبه تپه های استا یوسف معروف است واز نظر ابدهی محل شک است 
```

```
4-قنات حسین آباد که آن نیز مانند سایر قنات های دشت جوین از سرحدات کهنه سر چشمه میگرفته وبعد از طی مسیر از وسط روستا می گذشته وزمینهای شمال روستا را زیر کشت می برده با توجه به اینکه تمام چاهها وکاریزهای آن تا روستا سر پوشیده بوده انهم به دلیل قابل شرب واستفاده مردم بوده است این قنات در بعضی از اسناد قدیمی به قنات شاه پریان معروف بوده وابدهی ان تا سال 1360 ادامه داشته  که متاسفانه بعد از حفر چاههای عمیق  اب ان نیز به خشکی گرایید  
```

```
واکنون نیز چاههای عمیق روستا  به نام همین قنات ها نامگذاری شده مانند چاه قنات حسین اباد یا چاههای جودی بالا وپایین وچاه فتح اباد
```

```
علاوه بر قنات ها که وسیله معاش مردم بوده رودخانه های مهروزک و طرف تیان که از شمال روستای فراشیان سرچشمه می گرفته وتا شمال روستای ازادور وجنوب روستای رحمت اباد جاجرم امتداد داشته وزمینهای مسیرش را سیراب می نموده
```